# Боєв Юрій Олексійович
Бо́єв Ю́рій Олексі́йович (29 квітня 1928, Дербент — 14 липня 2002, Київ) — дослідник проблем сходознавства та міжнародних відносин, зокрема нової та новітньої історії країн Близького Сходу, Балканських країн, Туреччини, внутрішньої та зовнішньої політики Франції. Академік Міжнародної Слов'янської Академії наук (з 1997 року). Заслужений діяч науки і техніки України.

## Біографія
Народився 29 квітня 1928 року у місті Дербенті (Дагестан). У 1949 році закінчив факультет міжнародних відносин Київського державного університету. У 1949–1954 роках навчався в аспірантурі Київського педагогічного інституту.
У 1954 році перейшов до аспірантури Інституту історії АН УРСР. У 1955 році захистив кандидатську дисертацію на тему «Імперіалістична політика Франції на Балканах напередодні і в період балканських війн 1912–1913 років» (науковий керівник. — кандидат історичних наук В. А. Жебокрицький). Працював вченим секретарем Президії АН УРСР. У 1956–1963 роках — молодший науковий співробітник, старший науковий співробітник відділу загальної історії і міжнародних відносин, у 1963–1967 роках — старший науковий співробітник відділу нової і новітньої історії зарубіжних країн Інституту історії АН УРСР.
У 1967 році захистив докторську дисертацію на тему «Експансія Франції на Близькому Сході (1889–1914 рр.)». Професор з 1970 року. З 1967 року — на викладацькій роботі: доцент, професор Київського медичного інституту, Вищої партійної школи при ЦК КПУ, Київського державного університету. У 1982–1989 роках — завідувач кафедри всесвітньої історії Київського педагогічного інституту. Був головою асоціації педагогічних вузів СНД з проблем всесвітньої історії. Підготував 3 докторів та 10 кандидатів наук. Один з фундаторів Міжнародної Слов'янської Академії наук, її вчений секретар.

Могила Юрія Боєва

Помер в Києві 14 липня 2002 року. Похований на Міському кладовищі «Берківцях».

## Праці
Опублікував понад 120 праць. Основні з них:
- «Політика Франції на Балканах напередодні першої світової війни» — Київ, 1958;
- «Традиційні зв'язки народів СРСР та Франції» — Київ, 1960 (у співавторстві);
- «Близький Схід в зовнішній політиці Франції 1898–1914 рр. Нариси історії дипломатичної боротьби Франції за Близькій Схід» — Київ, 1964;
- «Історичне значення Паризької Комуни» — Київ, 1971;
- «Паризька комуна та сучасність» — Київ, 1971;
- «Атакуючий клас» — Київ, 1977;
- «Актуальні проблеми світового революційного процесу» — Київ, 1978;
- «Критика буржуазних концепцій політики держав на Близькому Сході» — Київ, 1979;
- «СРСР — Франція» — Київ, 1979;
- «Мілітаризм та екологія» — Київ, 1989;
- «Історія моралі» — Київ, 1992.